# 匍茎洽草
匍茎洽草（学名：Koeleria asiatica）为禾本科洽草属下的一个种。